# Legislazione italiana a tutela delle minoranze linguistiche

Le minoranze linguistiche in Italia riconosciute dalla legge 482 del 1999 (dati 2013)

La legislazione italiana a tutela delle minoranze linguistiche riconosce dodici comunità linguistiche storiche parlanti idiomi ascritti a varie famiglie linguistiche presenti entro i confini della Repubblica italiana e diversi dall'italiano, lingua ufficiale dello stato. Questi dodici gruppi linguistici  (albanesi, catalani, croati, francesi, francoprovenzali, friulani, germanici, greci, ladini, occitani, sardi, sloveni) sono rappresentati da circa 2.400.000/3.000.000 parlanti distribuiti in 1.171 comuni di 14 regioni, tutelati da apposite leggi nazionali (come la legge quadro 482/99) e regionali.

## Legislazione

### Tutela costituzionale
All'articolo 9 la Costituzione italiana prevede la tutela del paesaggio e del patrimonio storico e artistico della Nazione (incluso il patrimonio linguistico storico della nazione), all'articolo 6 prevede invece esplicitamente l'adozione di norme di tutela a favore delle sole minoranze linguistiche. La differenziazione concettuale, giuridica e costituzionale, tra “valorizzazione del patrimonio linguistico” e “tutela diritti linguistici” è una costante nella legislazione italiana.
(Articolo 6, Costituzione Italiana)
Nella sentenza N. 62/1992 della Corte Costituzionale viene precisato, in merito al grado di tutela riservato ad una minoranza linguistica riconosciuta, che detta tutela si può considerare pienamente realizzata solo quando, nell'ambito del territorio di insediamento della minoranza, si consenta a ciascun appartenente a tale minoranza di non essere costretto ad adoperare una lingua diversa da quella materna nei rapporti con le autorità pubbliche.
 Il contenuto dell'Art. 6 della Costituzione esprime l'indirizzo politico che la Repubblica Italiana decise di adottare rispetto alle sue minoranze etnico-linguistiche, differente dalle politiche d'ispirazione assimilatrice perseguite durante il fascismo, ad esempio con l'esclusione dai programmi scolastici ogni dialetto o idioma o lingua diversi dall'italiano standard secondo la politica del nazionalismo linguistico disposta nel 1934 dal ministro Francesco Ercole.
 
Per la Corte costituzionale della Repubblica Italiana l'art. 6 Cost. «rappresenta un superamento delle concezioni dello Stato nazionale chiuso dell’Ottocento e un rovesciamento di grande portata politica e culturale, rispetto all'atteggiamento nazionalistico manifestato dal fascismo» oltre che essere «uno dei principi fondamentali del vigente ordinamento» costituzionale.
Tale articolo trovò la prima piena attuazione solo mezzo secolo più tardi, con l'approvazione della Legge 482/1999 - Norme in materia di tutela delle minoranze linguistiche storiche. Secondo il noto linguista Tullio De Mauro il ritardo italiano di oltre 50 anni all'attuazione dell'art. 6 fu determinato dalla pluridecennale ostilità nei confronti del plurilinguismo e da un'opaca ignoranza

### Norme di tutela delle minoranze linguistiche storiche
Il primo atto legislativo riferito alla tutela delle minoranze linguistiche è stata la proposta di legge n. 612/1991 (in 18 articoli), approvata dalla Camera dei Deputati, ma non approvata perché il Parlamento fu sciolto prima della sua approvazione anche al Senato.

Soltanto dopo molti anni, nel dicembre 1999, durante il governo D’Alema (1998-2000), la legge n. 482 fu finalmente approvata. L'approvazione della legge fu segnata da un lungo processo normativo, essendo il legislatore restio ad accogliere dibattiti sulla diversità etnico-linguistica del Paese, che si concluse nel 1999 con l'approvazione della Legge 15 dicembre 1999, n. 482 (Norme in materia di tutela delle minoranze linguistiche storiche), proposta dal relatore Felice Besostri.

La Legge 482/1999, riconosce l'esistenza di dodici minoranze linguistiche definite "storiche" ammettendone la tutela: 
(art. 2 della Legge 482/1999.)
La Legge L. 482/99 non contempla le popolazioni romanì (Rom e Sinti), nonostante che dette popolazioni risultassero incluse in una relazione, redatta da studiosi di fama nazionale nominati dal Parlamento e depositata negli anni settanta nell’archivio del Parlamento.  Il Parlamento italiano aveva perciò promesso nel 1999 un'apposita legge di riconoscimento e tutela: il fatto che tale legge non sia stata ancora presentata è oggetto di denuncia da parte del Comitato del Consiglio d'Europa.
L'identificazione delle minoranze linguistiche storiche venne attuata sulla base di criteri stabiliti da studiosi di fama nazionale nominati dal Parlamento stesso. L'elenco originale comprensivo delle 13 comunità etniche-linguistiche riconosciute minoranze linguistiche, curato sulla base di considerazioni linguistiche, storiche e antropologiche, fu confermato in tutte le numerose proposte di legge di tutela presentate per l'approvazione in Parlamento, con l'eccezione delle popolazioni nomadi che non presentano il requisito della territorialità.
L'elenco delle minoranze inserito nell'art. 2 della legge 482/99, risulta suddiviso in due gruppi. Il primo gruppo contiene le lingue non neo-latine e la lingua catalana che è una lingua neo-latina; il secondo gruppo include solo minoranze parlanti lingue neo-latine. Prima dell'approvazione della L.482/99, su circa 4,3 milioni e mezzo di persone, appartenenti a queste minoranze (di cui un 1,8 milioni a quella sarda e un milione a quella friulana), ne risultavano tutelate meno di 400.000. Le misure di tutela sono uguali per tutte le dodici minoranze riconosciute. Un DDL del governo Monti prevedeva la differenziazione tra minoranze linguistiche storiche "con Stato" (Francia, Austria e Slovenia), e le minoranze linguistiche storiche "senza Stato" (ovvero, tutte le altre), alle quali non erano stati estesi i benefici previsti per l'assegnazione degli organici per le scuole. La conseguente legge, in cui era stato convertito detto DDL, fu impugnata dal Friuli-Venezia Giulia (ma non dalla Sardegna), e con sentenza numero 215/2013 dichiarata incostituzionale dalla Corte costituzionale.. 
Prima dell'approvazione di tale legge, solo quattro minoranze linguistiche (la comunità francofona in Valle d'Aosta; la comunità germanofona e, con diritti linguistici più limitati, la minoranza ladina, in provincia di Bolzano; la minoranza di lingua slovena in provincia di Trieste e, con diritti linguistici più limitati, in provincia di Gorizia) godevano di una tutela linguistica, derivante da clausole di trattati internazionali firmati dall'Italia. Con la legge 482/99 furono riconosciute anche le minoranze germaniche della Provincia di Udine (comuni di Sauris, Tarvisio, Timau, Sappada, Malborghetto-Valbruna e Pontebba) e le altre minoranze linguistiche germaniche (Cimbri, Mocheni, Walser e la minoranza slovena della provincia di Udine). Furono inoltre riconosciute le minoranze che fino ad allora risultavano valorizzate solo sul piano culturale mediante leggi regionali (quella di lingua friulana in Friuli-Venezia Giulia, quella di lingua sarda e quella di catalana in Sardegna) e quelle che fino ad allora non avevano goduto di alcuna tutela (albanese, greca, croata, franco-provenzale, occitana).
La tutela giuridica è di tipo "collettivo" (per l'art. 2 della L. 482/99, tutelate dalle norme sono le popolazioni) e l'individuo gode di tutela in quanto appartenente ad una comunità tutelata.
Poiché si tratta di minoranze linguistico-territoriali i componenti queste "popolazioni" perdono la tutela linguistica se emigrano in una zona territoriale diversa dai Comuni di insediamento, definiti ai sensi dell'art. 3 della L. 482/99, in quanto, ai sensi dell'art. 9 della legge già citata, l'uso pubblico della lingua minoritaria, ossia un suo utilizzo nell'ambito scolastico pubblico, nella pubblica amministrazione, nella toponomastica, nei cartelli stradali, ecc., è circoscritto ai soli Comuni di insediamento del relativo gruppo linguistico. La Corte costituzionale chiamata a verificare la costituzionalità della L.r. n. 29 del 18 dicembre 2007, tutela minoranza linguistica friulana, regione Friuli-Venezia Giulia, relativamente all'uso pubblico della lingua friulana sull'intero territorio regionale anche al di fuori del Comuni dichiaratisi di lingua friulana, ha dichiarato incostituzionale l'uso della lingua friulana nel territorio regionale non riconosciuto friulanofono, incluso l'uso della lingua friulana, per iscritto e oralmente, negli uffici regionali con sede a Trieste, città non dichiaratasi friulanofona e pur essendo il capoluogo della regione stessa.
Ai sensi dell'art. 3 della L. 482/99, la determinazione dell'ambito territoriale della tutela può essere adottata a seguito di "richiesta" di "almeno il quindici per cento dei cittadini iscritti nelle liste elettorali e residenti nei comuni stessi", oppure dopo consultazione della popolazione residente o in seguito al riconoscimento di una proposta di un organismo di coordinamento di minoranze sparse in diverse territori.
Nella sentenza n. 81 del 20 marzo 2018 della Corte costituzionale, viene ribadito che ”il compito di determinare gli elementi identificativi di una minoranza da tutelare non può che essere affidato alle cure del legislatore statale, in ragione della loro necessaria uniformità per l'intero territorio nazionale. (…) In questa cornice (sentenza n. 170 del 2010) non è consentito al legislatore regionale configurare o rappresentare la “propria” comunità in quanto tale come “minoranza”. (…) Riconoscere un tale potere al legislatore regionale significherebbe, infatti, introdurre un elemento di frammentazione nella comunità nazionale contrario agli artt. 2, 3, 5 e 6 Cost”.
Nella prassi effettiva, non tutte le lingue minoritarie riconosciute dalla stessa legge nazionale godono comunque della stessa considerazione: tutte le lingue oggetto di tutela subiscono tutt'oggi una qual certa pressione sociale che consente loro spazi relativamente limitati di espressione ufficiale, e alcune non dispongono di uno standard unanimemente riconosciuto e praticato dalle rispettive comunità di minoranza. La minoranza francese della Val d’Aosta e quella tedesca della provincia di Bolzano costituiscono una rilevante eccezione, in quanto godono di benefici derivanti da accordi internazionali, sottoscritti dall'Italia con alcuni stati confinanti, preesistenti alla approvazione della legge 482. I siti governativi e parlamentari non hanno una versione, nemmeno ridotta, nelle lingue delle minoranze, salvo rare eccezioni (ad esempio, il sito della Camera dei deputati ha una versione in francese); ancora, l'Agenzia delle entrate mette a disposizione il modello 730 e le relative istruzioni, oltre che in italiano, solo in tedesco e in sloveno. 
L'art. 12 della L. 482/99 ha richiesto alla RAI di realizzare trasmissioni televisive e radiofoniche nelle lingue delle minoranze nelle zone d'appartenenza; che vengono regolarmente prodotte per le tre minoranze protette anche da trattati internazionali stipulati prima del 1948, mentre le altre 9 minoranze ricevono una attenzione minore o questa è del tutto assente
Relativamente ai finanziamenti erogati dallo Stato italiano in attuazione alla L. 482/99 e a tutela delle dodici minoranze linguistiche storiche di cui all'art. 2 della legge citata (3 milioni di cittadini italiani), si registra una loro contrazione nel corso degli anni;  nel 2001 questi ammontavano a 8.884.542,58 euro, per il 2009 ne erano stati stanziati 2.072.000,00. La regione Sardegna, ospitante la più numerosa comunità minoritaria (ossia, un milioni di cittadini italiani di lingua sarda), nel 2018 ha ricevuto in attuazione della L. 482/99 euro un totale di 661.785,00 euro.
Fiorenzo Toso sostiene che la legge quadro sia viziata da una sostanziale confusione tra patrimonio linguistico e diritto linguistico, discriminando le diverse alloglossie in comunità politicamente riconosciute come «minoranze linguistiche storiche» e non; giacché la definizione dei confini di queste minoranze è delegata alla discrezionalità delle amministrazioni locali, in alcuni casi si sono verificate dichiarazioni di appartenenza a gruppi minoritari inesistenti perché venisse loro garantito l'accesso ai relativi finanziamenti pubblici, oltre alla rimozione di tradizioni di plurilinguismo e pluriglossia effettivamente esistenti.

#### Tutela penale
In attuazione dell'articolo 23 della L. 38/2001 e dell'art. 18 bis della L. 482/99,  sono penalmente vietati “fenomeni di intolleranza e di violenza nei confronti degli appartenenti alle minoranze linguistiche" elencate all'articolo 2 della L. 482/99.
Nel 2018, la Corte di Cassazione ha esteso la tutela (civile e penale) prevista dall'art. 28 dello Statuto dei Lavoratori a un sindacato trentino che era l'unica rappresentanza delle minoranze linguistiche ladina e tedesca del territorio provinciale. Soprattutto nell'ottica di garantire la tutela delle minoranze che è sancita nei primi dodici articoli della Costituzione., la sentenza ha reinterpretato in modo del tutto nuovo il requisito oggettivo della "nazionalità" del sindacato, inteso fino ad allora in relazione all'effettiva presenza geografica di una rete di sedi operative distribuite in tutto lo Stato italiano.

#### Tutela internazionale
La Convenzione-quadro per la protezione delle minoranze nazionali è stata adottata dal Comitato dei Ministri del Consiglio d'Europa a Strasburgo il 1º febbraio 1995 ed entrata in vigore il 1º febbraio 1998. La convenzione è stata sottoscritta e ratificata dall'Italia il 1º marzo 1998. 

Stati parte della convenzione in verde scuro, stati firmatari in verde chiaro, altri stati membri del Consiglio d'Europa in bianco

  Il termine giuridico "minoranza nazionale" è considerato equivalente a quello di "minoranza linguistica": rappresentano entrambi la medesima fattispecie giuridica a livello europeo.
La Convenzione-quadro riconosce ad ogni persona appartenente ad una minoranza nazionale:
- il diritto di utilizzare liberamente e senza impedimenti la sua lingua minoritaria in privato ed in pubblico, oralmente e per iscritto;
- la possibilità, in presenza di determinate condizioni, di utilizzare la lingua minoritaria nelle relazioni tra queste persone e le autorità amministrative;
- il diritto di utilizzare il suo nome ed il suo cognome nella lingua minoritaria;
- il diritto di esporre al pubblico, nella sua lingua minoritaria, insegne, scritte ed altre informazioni di carattere privato.
- la possibilità, in presenza di determinate condizioni, di affiggere anche nella lingua minoritaria le denominazioni tradizionali locali, i nomi delle strade e le altre indicazioni topografiche destinate al pubblico.
- il diritto di creare e di gestire i propri istituti privati d’insegnamento e di formazione;
- La possibilità di apprendere la lingua minoritaria o di ricevere un insegnamento nella stessa lingua nell’ambito del sistema d’istruzione statale;

Ogni cinque anni il Comitato del Consiglio d'Europa, cui è demandato il compito di vigilare sull'applicazione di questo trattato internazionale, visita i singoli Stati che hanno ratificato il trattato stesso, tra cui anche l'Italia. Relativamente allo Stato italiano, il Comitato visita le comunità riconosciute come minoranze linguistiche dalla legge 482/99, incluse quelle sarde, friulane, occitane, ladine, etc., considerate anche sul piano istituzionale e formale minoranze nazionali al pari delle comunità slovene, germanofone o francofone che vivono in Italia.  La “Convenzione-quadro per la protezione delle minoranze nazionali” rientra nella competenza legislativa esclusiva dello Stato in materia di “politica estera e rapporti internazionali dello Stato” di cui all'art. 117, secondo comma, lettera a) della Costituzione italiana. Nelle sue relazioni ufficiali, il Consiglio d'Europa ha più volte lamentato la non sufficiente tutela dello Stato italiano nei confronti delle minoranze linguistiche riconosciute e tutelate con la legge 482/99, con riferimento in particolare a quelle non tutelate anche da accordi internazionali, e la scarsità di fondi loro assegnati.

Nella L.r. 18 dicembre 2007 nr. 29 della regione Friuli-Vg, "norme per la tutela, valorizzazione e promozione della lingua friulana", all'art. 2 (principi) lettera “e bis” si fa espressamente richiamo alla Convenzione-quadro per la protezione delle minoranze nazionali del Consiglio d'Europa.

La Carta europea delle lingue regionali o minoritarie, entrata in vigore il 1 marzo 1998 e sottoscritta dall'Italia il 27 maggio 2000, all'art. 3 punto 1) precisa: "Ciascun Stato contraente deve specificare nel suo strumento di ratifica, di accettazione o di approvazione, ogni lingua regionale e minoritaria o ogni lingua ufficiale meno diffusa su tutto o solo una parte del suo territorio, alla quale si applicano i paragrafi scelti conformemente al comma 2 dell'articolo 2.". Poiché lo Stato italiano ha sottoscritto la Carta il 27/5/2000 ma non l'ha ancora ratificata, questo trattato internazionale europeo non trova ancora attuazione in Italia e neppure esiste - relativamente all'Italia - un elenco ufficiale delle comunità etniche-linguistiche destinatarie delle norme di tutela previste da questo trattato. Tale elenco dovrebbe essere provvisto all'atto della ratifica dal Parlamento italiano, ai sensi dell'articolo 3 punti 1). La tutela prevista da questo trattato internazionale è sia linguistica sia culturale, e prevede norme di tutela attese dalle minoranze linguistiche riconosciute dalla L.482/99. Ai sensi dell'art. 1 punto c), la Carta prevede la tutela anche delle comunità linguistiche parlanti una  "lingua non territoriale" (Rom e Sinti). La Carta esclude le lingue della nuova immigrazione dai benefici previsti da questo accordo internazionale europeo

## Distribuzione territoriale
La distribuzione territoriale delle lingue minoritarie è complessa. Di seguito si riporta un elenco delle dodici lingue minoritarie riconosciute con l'indicazione delle regioni in cui sono parlate.
I dettagli della loro distribuzione geografica presenti nelle rispettive voci dell'enciclopedia.

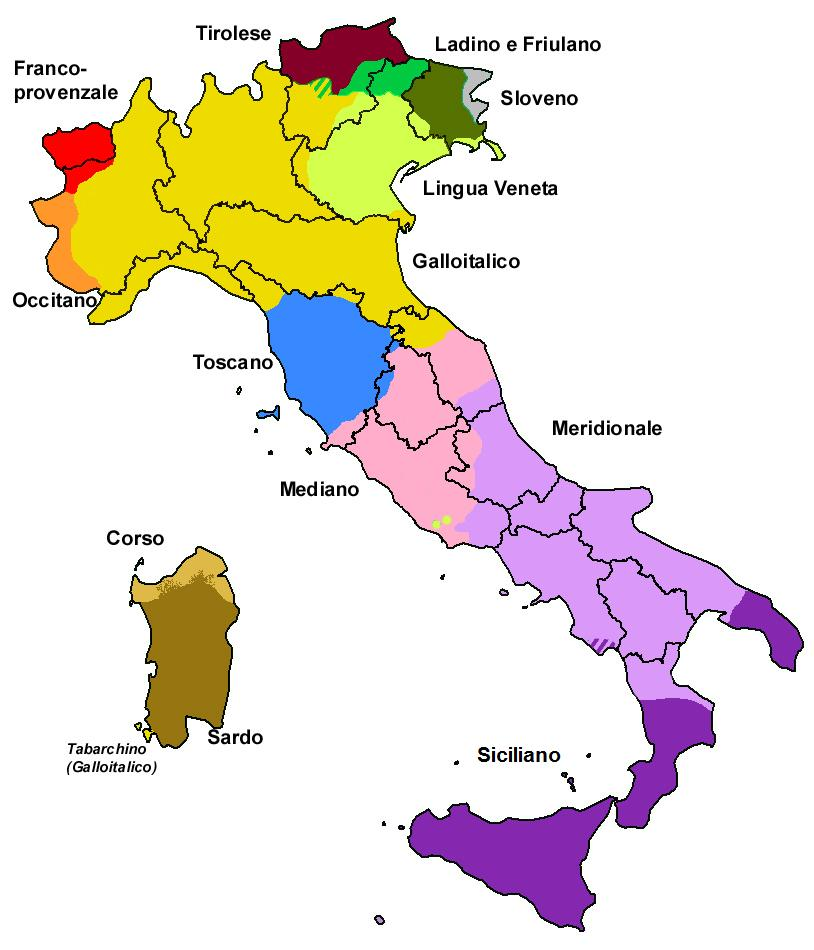
I gruppi linguistici presenti in Italia:
Lingua francoprovenzale
Lingua occitana
Lingue gallo-italiche
Lingua veneta
Dialetto sudtirolese
Lingua friulana e lingua ladina
Lingua slovena
Dialetto toscano
Dialetti italiani mediani
Dialetti italiani meridionali
Lingua siciliana
Lingua sarda
Lingua corsa

| Lingua                  | Regione                                                                     | Numero di comuni | Numero di parlanti |
| ----------------------- | --------------------------------------------------------------------------- | ---------------- | ------------------ |
| Lingua albanese         | Abruzzo, Basilicata, Calabria, Campania, Molise, Puglia, Sicilia            | 50               | 80 000             |
| Lingua catalana         | Sardegna                                                                    | 1                | 20 000             |
| Lingua croata           | Molise                                                                      | 3                | 2 100              |
| Lingua francese         | Piemonte, Valle d'Aosta                                                     | 103              | 20 000             |
| Lingua francoprovenzale | Piemonte, Puglia, Valle d'Aosta                                             | 123              | 90 000             |
| Lingua friulana         | Friuli-Venezia Giulia, Veneto                                               | 183              | 600 000            |
| Lingue germaniche       | Friuli-Venezia Giulia, Piemonte, Trentino-Alto Adige, Valle d'Aosta, Veneto | 169              | 293 400            |
| Lingua greca            | Calabria, Puglia, Sicilia                                                   | 25               | 12 000             |
| Lingua ladina           | Trentino-Alto Adige, Veneto                                                 | 55               | 55 000             |
| Lingua occitana         | Calabria, Liguria, Piemonte                                                 | 112              | 40 000             |
| Lingua sarda            | Sardegna                                                                    | 370              | 1 000 000          |
| Lingua slovena          | Friuli-Venezia Giulia                                                       | 32               | 70 000             |
| totale                  |                                                                             | 1171             | ca 2 400 500       |

     Lingua francoprovenzale
     Lingua occitana
     Lingue gallo-italiche
     Lingua veneta
     Dialetto sudtirolese
     Lingua friulana e lingua ladina
     Lingua slovena
     Dialetto toscano
     Dialetti italiani mediani
     Dialetti italiani meridionali
     Lingua siciliana
     Lingua sarda
     Lingua corsa

### Lingua albanese
I parlanti di tale lingua si trovano in circa cinquanta comuni sparsi nel Mezzogiorno d'Italia.

### Lingua catalana
Parlata in Sardegna ad Alghero, dove è lingua comunale.

### Lingua greca
Parlata in alcuni comuni in Puglia e in Calabria:
- Calimera (Grecìa salentina)
- Castrignano de' Greci (Grecìa salentina)
- Corigliano d'Otranto (Grecìa salentina)
- Martano (Grecìa salentina)
- Martignano (Grecìa salentina)
- Melpignano (Grecìa salentina)
- Soleto (Grecìa salentina)
- Sternatia (Grecìa salentina)
- Zollino (Grecìa salentina)
- Bova (Bovesia)
- Bova Marina (Bovesìa)
- Condofuri (Bovesìa)
- Roghùdi (Bovesìa)
- Roccaforte del Greco (Bovesìa)
- Reggio Calabria (quartieri abitati da grecofoni)

### Lingua slovena
Nei territori italiani con minoranze di lingua slovena si parlano sei dialetti diversi tra loro: il dialetto carsico che è il più vicino alla koinè e i cinque dialetti della Slavia friulana che appaiono piuttosto divergenti, con un alto grado di arcaicità (specialmente il resiano) e una certa infiltrazione di friulanismi, pur non formando una lingua autonoma e indipendente dallo sloveno. Prima della legge 482/99 erano riconosciute e tutelate sole le popolazioni slovene di Trieste e Gorizia che godevano, grazie a clausole contenute in accordi internazionali firmati nel 1946, di scuole nella loro lingua. Nel 1972, una richiesta di un gruppo di sloveni di San Leonardo (Udine) di istituire un corso facoltativo di lingua slovena venne negata dalle autorità italiane. Dal 1984 in Provincia di Udine, Comune di San Pietro al Natisone, esiste una scuola bilingue italiano-sloveno, istituita inizialmente come scuola privata per iniziativa di alcuni sloveni, ora scuola statale. Nella provincia di Udine (Videmska Pokrajina) i comuni in cui trovano applicazione la l. 482/99 e la l. 38/2001 sono i seguenti, per un totale di 21: Attimis, Cividale del Friuli, Drenchia, Faedis, Grimacco, Lusevera, Malborghetto-Valbruna, Montenars, Nimis, Pontebba, Prepotto, Pulfero, Resia, San Leonardo, San Pietro al Natisone, Savogna, Stregna, Taipana, Tarcento, Tarvisio e Torreano; in questi comuni si parlano delle varianti linguistiche locali di matrice slovena come quelle delle Valli del Natisone, del Torre e della Val Canale, oltre al resiano parlato in Val Resia. I comuni in provincia di Gorizia in cui trovano applicazione la l. 482/99 e la l. 38/2001 sono Gorizia, Cormons, Doberdò del Lago, Monfalcone, Ronchi dei Legionari, San Floriano del Collio, Savogna d'Isonzo e Sagrado. I comuni in provincia di Trieste in cui trovano applicazione la l. 482/99 e la l. 38/2001 sono Trieste, Duino Aurisina, Sgonico, Monrupino, San Dorligo della Valle e Muggia.

### Lingua croata
Parlata nei comuni molisani di:
- Acquaviva Collecroce
- Montemitro
- San Felice del Molise

### Lingua francese
Con la legge 482/99, all'art. 2, la Repubblica italiana ha riconosciuto le minoranze linguistiche “francese”, ”franco-provenzale” e “occitana”.
Per quanto riguarda la Valle d'Aosta, nel 1532 ad Aosta fu redatto il primo atto notarile al mondo in lingua francese, mentre a Parigi era ancora in uso il latino. Nel 1536 la Valle d'Aosta, in particolare il Conseil des Commis, fu la prima amministrazione al mondo ad adottare il francese come idioma ufficiale, tre anni prima dello stesso Regno di Francia. La lingua francese, forte del suo prestigio letterario, cominciò ad attirare l'interesse dell'élite locale a partire dal XV secolo, anche se sono state rinvenute iscrizioni in lingua francese antica risalenti già al XIII secolo. Nel 1561, con l'editto di Rivoli emesso da Emanuele Filiberto di Savoia, il francese sostituì il latino negli atti ufficiali e nei tribunali. A partire dal XVII secolo le écoles de hameau consentirono l'apprendimento della lingua francese anche agli strati popolari delle zone rurali, oltreché un ampio livello di alfabetizzazione. Lo Statuto Albertino del 1848 garantì la tutela del francese in Valle d'Aosta.. L'italiano, parificato a ogni livello, si è aggiunto nel 1861, a seguito della costituzione del Regno d'Italia, ed escluso il periodo del regime fascista, che abolì e perseguitò l'uso del francese, in particolare favorendo una massiccia immigrazione di cittadini di lingua italiana. Il franco-provenzale valdostano (localmente chiamato in francese patois, cioè dialetto) ha sempre costituito la lingua di espressione orale maggioritaria. Nel 1948, con l'approvazione dello Statuto speciale di autonomia della Valle d'Aosta, è stato ripristinata l'ufficialità della lingua francese, parificata all'italiano, eccettuata l'amministrazione della giustizia, i cui provvedimenti sono redatti unicamente in italiano. Esiste tuttavia l'obbligo di assicurare la traduzione in lingua francese nel caso in cui una o più parti interessate non conoscano la lingua italiana. Lo Statuto speciale ha ristabilito altresì l'insegnamento del francese in tutte le scuole di ogni ordine e grado, in quanto l'apprendimento scolastico parificato elimina il concetto di separazione in due comunità linguistiche, tipico di altri regimi di bilinguismo in Italia. Nell'ambito scolastico, il DL n°365 del 11 novembre 1946 (art.2) indica che per insegnare in Valle d'Aosta è necessario conoscere il francese. Secondo lo Statuto di autonomia, in Valle d'Aosta il francese e l'italiano sono obbligatoriamente insegnati nella stessa quantità di ore (art.39), mentre le restanti materie possono essere insegnate nell'una o nell'altra lingua. Sempre nello Statuto, l'art.40 autorizza la Regione autonoma ad adattare le norme e i programmi nazionali riguardanti l'insegnamento delle discipline in lingua francese. Il DPR n°861 del 31 ottobre 1975 (art.5) precisa che per insegnare in Valle d'Aosta è necessario avere sostenuto un esame di pieno conoscimento del francese, se si è di lingua materna italiana, o viceversa di italiano, se si è di lingua materna francese. La legge italiana n°196 del 16 maggio 1978 indica le modalità di adattamento dei programmi nazionali all'insegnamento delle materie in lingua francese e precisa che i membri delle commissioni giudicatrici Statali devono conoscere la lingua francese. Un sondaggio del 2003 della Fondation Émile Chanoux ha messo in luce l'inversione di tendenza in seguito al secondo conflitto mondiale, che ha visto l'italiano imporsi nella vita quotidiana ad Aosta, maggiormente interessata da flussi immigratori dal resto d'Italia, e il 
francoprovenzale valdostano nelle valli e nei comuni limitrofi. Tuttavia, grazie alla parificazione a livello scolastico, alla presenza di media regionali in lingua francese, e alla relativa vicinanza tra il patois e il francese, i Valdostani italofoni che abbiano frequentato le scuole regionali conoscono tale lingua almeno a un livello medio-alto.
In Piemonte, sono elencate come francofone le seguenti località: “La comunità storicamente francofona è presente in Piemonte in 19 Comuni della Provincia di Torino. Il territorio comprende la Val Pellice, la Val Chisone, la Valle Germanasca e il Comune di Susa.”

### Lingua francoprovenzale
La Valle d'Aosta rappresenta l'unica regione dell'area francoprovenzale (o arpitana) in cui questa lingua, nella variante valdostana, è diffusa su larga scala e praticata a livello di madrelingua anche presso le giovani generazioni. Il francoprovenzale è inoltre praticato nelle valli arpitane piemontesi e nei due comuni di Celle di San Vito e di Faeto. Il neologismo “Franco-Provenzale” è stato creato da Graziadio Isaia Ascoli. Con questo termine si raggruppano una moltitudine di parlate legate alla lingua francese antica, pur possedendo una loro spiccata individualità e autonomia linguistica. I conﬁni geograﬁci dell’area francoprovenzale sono piuttosto labili e ﬂuttuanti.

### Lingua occitana
Parlata nelle Valli occitane del Piemonte e nel comune di Guardia Piemontese in Calabria.

### Lingua tedesca e affini
- dialetti bavaresi o tedeschi sudorientali
  - Lingua tedesca/dialetto sudtirolese in quasi tutto l'Alto Adige-Südtirol[105]
  - bavaro-carinziani di Sauris, Timau, Sappada e Val Canale
  - Cimbri dell'Altopiano dei sette comuni, Lessinia, Folgaria, Lavarone, Cansiglio e Luserna
  - mòcheni del Trentino
- dialetti alemanni o tedeschi sud-occidentali
  - walser della Valle d'Aosta e del Piemonte

### Lingua sarda
Ultima lingua romanza meridionale sopravvissuta fino ai giorni nostri, parlata nell'isola di Sardegna.
- Varianti riassunte nel modello logudorese
  - logudorese settentrionale
  - logudorese centrale
  - nuorese/baroniese
  - barbaricino
- Varianti riassunte nel modello campidanese
  - arborense
  - ogliastrino
  - barbaricino centro-meridionale
  - sarrabese
  - campidanese occidentale
  - cagliaritano
  - sulcitano

### Lingue retoromanze

#### Lingua ladina
- area occidentale
  - dialetto gardenese
  - dialetto novese
  - dialetto fassano
  - dialetto noneso
- area centrale
  - dialetto badioto-marebbano
  - ladino dell'alta Val Cordevole o livinallese
- area orientale
  - dialetto ampezzano
  - dialetto comelicano
  - dialetto cadorino
  - dialetto vajontino
  - dialetto zoldano

Statuto di autonomia della regione Trentino-Alto Adige: con la Legge costituzionale 4 dicembre 2017, n. 1 è stato riconosciuto ufficialmente il trilinguismo  (italiano - tedesco - ladino) nella provincia di Bolzano.

#### Lingua friulana
- friulano centro-orientale
  - friulano centrale o friulano comune (modello per la koinè)
  - goriziano o sonziaco
  - friulano della fascia sudorientale del basso Tagliamento
  - friulano sud-orientale (tergestino e muglisano, estinti)
- friulano carnico
  - carnico comune o centro-orientale
  - alto gortano o carnico nord-occidentale
  - basso gortano
  - fornese o carnico sud-occidentale
- friulano occidentale o concordiese
  - friulano occidentale comune
  - friulano della fascia nordoccidentale del basso Tagliamento
  - asìno (secondo alcuni appartiene al gruppo carnico[107])
  - tramontino
  - ertano (secondo alcuni è un dialetto ladino, per altri veneto[108])
  - friulano della fascia di transizione veneto-friulana[109]

Tutte le varianti della lingua friulana sono perfettamente comprensibili ai parlanti friulani essendo molto convergenti tra di loro. Con la legge regionale 15/1996 è stata fissata la grafia ufficiale della lingua friulana. Con questa grafia è possibile scrivere anche tutti i dialetti della lingua friulana.
In nota l'elenco dei Comuni che si sono dichiarati di lingua friulana nella Regione Friuli-VG. La lingua friulana è inoltre riconosciuta e tutelata nella Regione Veneto, Dipartimento di Portogruaro.

## Distribuzione non territoriale

### Lingua dei segni italiana
La LIS, la lingua dei segni italiana è una lingua non territoriale della Repubblica Italiana, composta da una comunità di persone sorde, la comunità sorda.  In Italia la LIS è diffusa in tutto il territorio italiano, ha delle radici culturali, una grammatica, del movimento e della morfologia e del movimento spazio-tempo. La popolazione italiana dei sordi è composta di circa 170 000 persone che utilizzano la LIS, cui vanno aggiunti i figli di eventuali sordi sposati, gli assistenti alla comunicazione e gli interpreti della lingua dei segni.
La lingua dei segni è riconosciuta dalla convenzione ONU "Convenzione sui diritti delle persone con disabilità" del 13 dicembre 2006. In Italia è in corso di procedimento parlamentare. A livello di legislazione regionale, la Sicilia ha promosso per la diffusione della LIS, con la legge del 4 novembre 2011 numero 23.
La lingua dei segni non è considerata una lingua parlata da una comunità etnico-linguistica minoritaria; né è stata presa in considerazione dal legislatore italiano nel momento in cui andava a dare attuazione all'art. 6 della Costituzione italiana. Non è stata presa in considerazione, né considerata "lingua minoritaria" da nessun trattato internazionale europeo di tutela delle lingue minoritarie.

### Braille
Il Braille, è invece la forma di scrittura utilizzata dai ciechi, che conta su una popolazione di circa 20.000.
La scrittura Braille non è considerata una lingua scritta da una comunità etnico-linguistica minoritaria; né è stata presa in considerazione dal legislatore italiano nel momento in cui il Parlamento dava attuazione all'art. 6 della Costituzione italiana. Non è stata presa in considerazione, né considerata "lingua minoritaria", da nessun trattato internazionale europeo di tutela delle lingue minoritarie.

### Lingua dei Segni Tattile
Lingua Tattile dei Sordo-Ciechi (LIST), altra comunità di italiani sordo-ciechi che conta sui circa 5.000 abitanti; presenti a Roma e in varie parti d'Italia, in particolare ad Osimo.
La lingua tattile dei sordo-ciechi non è assimilabile alle minoranze linguistiche e per questo non è stata presa in considerazione dal legislatore italiano nel momento in cui il Parlamento dava attuazione all'art. 6 della Costituzione italiana. Tutte le minoranze linguistiche storiche elencate all'art. 2 della L. 482/99 sono minoranze etnico-linguistiche territoriali. Non è stata presa in considerazione, né considerata "lingua minoritaria", da nessun trattato internazionale europeo di tutela delle lingue minoritarie.

## Condizione delle minoranze linguistiche non riconosciute dalla legge nazionale
Non sono giuridicamente riconosciute le «alloglossie interne», comunità parlanti idiomi di ceppo italo-romanzo trasferitesi dalle proprie sedi originali in altri territori (come gli idiomi gallo-italici dell'Italia insulare e meridionale), le «minoranze diffuse», le comunità parlanti varietà non territorializzate (come i rom e i sinti) quindi prive dell'elemento "territorialità", e le «nuove minoranze», le lingue alloglotte parlate in comunità di recente immigrazione conservanti «lingua, cultura, religione e identità di origine» perché mancanti dell'elemento di "storicità". È tuttavia anche da ricordare che le lingue dei migranti non sono comprese tra le lingue tutelate dal trattato internazionale (europeo) "Carta europea delle lingue regionali e minoritarie"
La legge quadro 482/99 che dà attuazione all'art. 6 della Costituzione italiana (tutela minoranze linguistiche storiche), come da sentenza della Corte costituzionale nr. 88 del 2011, non esaurisce ogni forma di riconoscimento e sostegno al plurilinguismo presente in Italia; sia prima che dopo la legge 482/99 con apposite leggi regionali è stata infatti prevista la "valorizzazione" dei diversi patrimoni linguistici e culturali delle Regioni. in attuazione all'art. 9 Cost.

### Alloglossie interne
Pur essendo lingue a rischio di estinzione, non godono di tutela da parte dello Stato Italiano le comunità linguistiche parlanti i dialetti gallo-italici della Sicilia, della Basilicata e della Campania, nonché il tabarchino parlato in Sardegna. A partire dalla XIV legislatura, è stata presentata alla Camera dei deputati una proposta di legge che preveda una "modifica dell'articolo 2 della legge 15 dicembre 1999, n. 482" affinché vengano incluse anche queste comunità linguistiche nella legge di tutela. Tuttavia, allo stato attuale, il tabarchino gode solamente di riconoscimento culturale a livello regionale mentre cinque comuni della minoranza gallo-italica della Sicilia (Nicosia, Sperlinga, Aidone, Piazza Armerina, San Fratello, Novara di Sicilia) rientrano nel Registro delle Eredità Immateriali istituito dalla Regione Siciliana, e, di recente, anche per i gallo-italici della Basilicata sono state avviate iniziative per la valorizzazione del patrimonio linguistico con il coinvolgimento delle amministrazioni comunali.
Relativamente all'idioma tabarchino negli Statuti dei Comuni sia di Carloforte sia di Calasetta è scritto, all'art. 23 che "durante le sedute consiliari, di commissione e di giunta è consentito l'uso del dialetto tabarchino". Secondo Daniele Bonamore "il tabarchino, nonostante la singolarità di origine e di conservazione, è e continuerà ad essere un dialetto, il ligure, che non è ammesso a tutela (...)". La legge regionale sarda, 15 ottobre 1997.n.26, è intitolata “promozione e valorizzazione della cultura e della lingua della Sardegna"; la ratio legis riguarda esclusivamente la lingua sarda e cita solo in un inciso, al punto 4 dell'art. 2, il dialetto tabarchino (citato assieme ai dialetti sassarese e gallurese), senza più nominarlo nel testo di legge. Nella L.r. della regione Sardegna 3 luglio 2018 n. 22 all'art.2 punto 2 lettera b) manca il vocabolo "tutela" presente invece nella lettera a), riservando solo una promozione e valorizzazione culturale al tabarchino che viene elencato nella lettera b) assieme ai dialetti sassarese e gallurese; in nessun articolo della legge sopra citata la parola tabarchino è preceduta dall'appellativo "lingua" né viene riconosciuto alla comunità parlante il tabarchino lo status giuridico di minoranza linguistica, avendo riservato il legislatore regionale la tutela linguistica alle sole comunità etnico-linguistiche parlanti la lingua sarda e la lingua catalana di Alghero. L'UNESCO,  nel suo Atlante delle lingue in pericolo di estinzione attribuisce un codice ISO 639-3 ad ogni idioma incluso nell'atlante e per ogni idioma censito stabilisce i vari livelli di pericolo di scomparsa.  Aver il riconoscimento UNESCO significa che un idioma ha il codice ISO 639-3 ed è inserito nell'Atlante delle lingue in pericolo di estinzione; l'UNESCO non dà riconoscimenti di "minoranza linguistica" né di "lingua minoritaria" in quanto scopo di questo atlante è solo quello di segnalare gli idiomi in pericolo di estinzione. L'Atlante dell'UNESCO è curato dal linguista Christopher Moseley e i criteri di catalogazione delle lingue possono essere difformi da quelli seguiti dai linguisti italiani.

### Minoranze diffuse
A livello nazionale non è tutelata la lingua rom (romanì) parlata da secoli in Italia dai numerosi gruppi appartenenti ai popoli romaní rom e sinti. Il criterio della "territorialità" e il loro nomadismo è stato utilizzato dal legislatore per escludere le comunità parlanti la lingua romaní, in Italia, dai benefici della legge n. 482 del 1999.. Prima della approvazione definitiva della L.482/99 al Senato della Repubblica italiana, l'art. 2 di questa legge includeva anche i Rom e i Sinti; poi esclusi in fase di dibattito parlamentare prima della votazione finale in Senato, con la contemporanea previsione di una successiva e futura approvazione di una legge di tutela a loro riservata. Vari progetti di legge sono rimasti finora non adottati. L'iter per il riconoscimento del romanì come minoranza linguistica è stato avviato nel 2016 dall'Università di Teramo.. Nel 1999, quando fu approvata la L. 482/99, il Parlamento italiano nell'escludere Rom e Sinti, aveva previsto l'approvazione di una legge apposita per Rom e Sinti; legge che ad oggi non è ancora stata approvata.

### Idiomi regionali
Non sono considerati dalla legge nazionale altri idiomi regionali, tra cui alcuni definiti dall'UNESCO "a rischio" o "vulnerabili": l'emiliano, il romagnolo, il ligure, il lombardo, il napoletano, il piemontese, il veneto e il siciliano, le cui comunità, secondo alcuni studiosi, rientrerebbero stricto sensu nella definizione di «minoranze linguistiche» in quanto parlanti idiomi tipologicamente differenziati rispetto alla lingua italiana. Secondo la maggior parte dei linguisti italiani, pur riconoscendone l'origine genetica direttamente dal latino locale, gli idiomi sopra citati rientrano nel gruppo dell'italiano.
Idiomi quali il veneto, il piemontese, il lombardo, etc., in attuazione art. 9 Cost., oggi trovano valorizzazione culturale nella legislazione regionale. Relativamente ai dialetti veneti, si ricorda però che la comunità slovena e croata parlante dialetti istroveneti (un gruppo ascritto al veneto coloniale) ha chiesto e ottenuto, in base ad accordi internazionali sottoscritti dall'Italia nel 1946, di essere riconosciuta e tutelata come minoranza nazionale di lingua italiana (l'allora Repubblica Federativa Popolare di Jugoslavia nella sua Costituzione utilizzava il termine giuridico di minoranza nazionale per indicare tutte le minoranze linguistiche insediate sul territorio della Jugoslavia senza alcuna distinzione tra minoranze "con Stato" e minoranze "senza Stato"). Ossia, in forza di accordi internazionali tra l'Italia e l'allora Jugoslavia, in questo specifico caso è stata la popolazione stessa a definire la propria identità storico-linguistica e a considerare l'italiano come propria lingua materna. Lo stesso governo centrale italiano, oltre a quello regionale veneto, finanzia la tutela di questa minoranza in Slovenia e Croazia, che, considerando come proprio idioma storico la lingua italiana, basa su questo elemento la sua rivendicazione di appartenenza culturale alla nazione italiana; recentemente, anche l'istroveneto è stato valorizzato sul piano culturale dalla comunità italo-istriana. In parte diversa è invece la posizione in merito all'identità linguistico-culturale assunta in Brasile da parte dei locutori di quei dialetti veneti battezzati col nome di talian (per via dell'origine dei locutori stessi) o talvolta "veneto-brazileiro". Il talian, in Brasile è un idioma riconosciuto nel Comune di Serafina Correa e secondo studi sociolinguistici risulta ormai limitato alla fascia più anziana degli italo-brasiliani.
Gli idiomi regionali non inclusi nelle dodici minoranze linguistiche riconosciute, possono richiedere un riconoscimento legislativo regionale "culturale" ai sensi dell'art. 9 della Costituzione italiana. Come chiarito da sentenze della Corte costituzionale, il riconoscimento delle minoranze linguistiche è di competenza esclusivamente statale e sottratta alla legislazione concorrente; la Consulta ha, per esempio, dichiarato incostituzionale sia l'uso dell'espressione "lingua piemontese" contenuta nella L.r. nr. 11 del 7 aprile 2009 della regione Piemonte sia la legge della Regione Veneto nr. 28/2016 in cui definiva “minoranza nazionale” il complesso dei residenti in quella regione.
Secondo Daniele Bonamore a molti idiomi regionali non viene riconosciuta dignità di lingua in virtù del fatto che essi, benché non associabili tout court all'italiano, sono l'italiano: il siciliano (Scuola siciliana) di Giacomo da Lentini, di Cielo d'Alcamo, il bolognese di Guido Guinizelli, l'umbro di Jacopone da Todi, il veneto di Carlo Goldoni, il toscano di Dante, di Guido Cavalcanti e dei loro contemporanei, sono considerati i fondatori della maggioranza linguistica italiana; al di fuori di questo epicentro si collocano, per contro, il friulano, il ladino, il sardo, il franco-provenzale e l'occitano, a cui è riconosciuta dignità di lingua. Michele Salazar considera la spiegazione di Bonamore "nuova e convincente".
Tullio De Mauro considera sardo, ladino e friulano come "formazioni autonome rispetto al complesso dei dialetti italoromanzi", laddove assegna tutti gli idiomi italoromanzi, che De Mauro chiama "dialetti italoromanzi", al sistema linguistico italiano. Per Rainer Schlosser, la minoranza linguistica friulana e quella sarda parlano due lingue che non appartengono al gruppo italo-romanzo e che sono classificate in maniera autonoma nell'ambito delle lingue romanze. Relativamente alla lingua sarda, sull'enciclopedia Treccani, Fiorenzo Toso precisa che "il sardo rappresenta un insieme dialettale fortemente originale nel contesto delle varietà neolatine e nettamente differenziato rispetto alla tipologia italoromanza, e la sua originalità come gruppo a sé stante nell’ambito romanzo è fuori discussione"; ancora lo stesso autore, nell'enciclopedia anzidetta, ribadisce con riguardo stavolta al friulano che "quando il Friuli rientrò nell'orbita culturale italiana, la fisionomia linguistica del friulano era ormai definita e differenziata dai dialetti italo-romanzi".
Sergio Salvi, nel suo saggio "Le lingue tagliate", afferma che:
(Salvi, Sergio (1975). Le Lingue tagliate, Editore Rizzoli, Milano, p.11)
Nell'Enciclopedia dell'italiano Treccani, alla voce “dialettologia italiana” a firma di Ugo Vignuzzi, è ribadito che Gerhard Rohlfs è stato uno tra i più importanti studiosi dei dialetti italiani.
Secondo Tullio Telmon, le minoranze linguistiche e le lingue non riconosciute sono tutte sullo stesso livello rispetto all'italiano, indipendentemente dalle loro origini e dai loro tratti distintivi. 
Sergio Salvi, nei suoi saggi dedicati alle minoranze linguistiche italiane ed europee (tra i quali "Le lingue tagliate" nel caso italiano), ha teorizzato un indirizzo assimilatore promosso nei confronti delle dodici minoranze linguistiche storiche, con l'unica parziale eccezione di quelle tutelate da accordi internazionali imposti all'Italia nel 1946. Giovan Battista Pellegrini ha osservato che la contrapposizione tra due comunità quali la friulana e la sarda (riconosciute dalla legge come minoranze linguistiche) a comunità "italoromanze" renda ambiguo tale aggettivo, tanto da mettere potenzialmente in discussione la posizione sociolinguistica di tutte le lingue parlate in Italia. È tuttavia da precisare che, secondo molti autori, il Pellegrini nel classificare le lingue e i dialetti parlati in Italia adotterebbe criteri di classificazione che non coincidono con "i criteri maggioritari di classificazione delle lingue": i criteri scelti dal Pellegrini sono infatti essenzialmente culturali e sociolinguistici ed hanno come principale punto di riferimento la lingua italiana, mentre le singole strutture linguistiche (morfologia, fonetica) vengono scarsamente considerate..
Nei manuali di linguistica adottati nelle università italiane, il ladino e il friulano (codificati spesso come gruppo retoromanzo assieme al "romancio" svizzero e talvolta con il termine "ladino" inclusivo anche della lingua friulana) e il sardo, risultano generalmente inclusi tra le “lingue romanze” e non nello specifico gruppo dell'italiano.